# スラック (アルバム)
『スラック』（THRAK）は、キング・クリムゾンが1995年に発表したアルバム。フル・サイズのスタジオ・アルバムとしては『スリー・オブ・ア・パーフェクト・ペアー』（1984年）以来の作品で、前年発表のミニ・アルバム『ヴルーム』に引き続き、ダブル・トリオ編成で録音された。

## 解説
『ヴルーム』発表と前後して、バンドはアルゼンチンへ行き、9月30日に公開リハーサルを行った後、10月にはダブル・トリオ編成のお披露目となるライヴを行った。その後、ピーター・ガブリエルが所有するリアル・ワールド・レコーディング・スタジオで、正式なレコーディングが行なわれた。
タイトル曲「スラック」は、ライヴにおいてはインプロヴィゼーション・パートを伴って演奏され、1996年に発表されたライヴ・アルバム『スラックアタック』は、1995年の日本ツアーやアメリカ・ツアーで演奏された「スラック」のインプロヴィゼーション・パートを編集した内容である。「ダイナソー」は、エイドリアン・ブリューのアコースティック・アルバム『ブリュープリンツ』（1997年／アメリカ発売は1998年）でセルフ・カヴァーされた。

## 収録曲
全曲とも作曲はメンバー6人による。ボーカル曲の作詞はエイドリアン・ブリューが担当。
1. ヴルーム - "VROOOM" - 4:37
2. コーダ：マリーン - "Coda: Marine 475" - 2:41
3. ダイナソー - "Dinosaur" - 6:35
4. ウォーキング・オン・エアー - "Walking on Air" - 4:34
5. B'ブーム - "B'Boom" - 4:11
6. スラック - "THRAK" - 3:58
7. インナー・ガーデンI - "Inner Garden I" - 1:47
8. ピープル - "People" - 5:53
9. レイディオ I - "Radio I" - 0:43
10. ワン・タイム - "One Time" - 5:21
11. レイディオ II - "Radio II" - 1:02
12. インナー・ガーデンII - "Inner Garden II" - 1:15
13. セックス、スリープ、イート、ドリンク、ドリーム - "Sex Sleep Eat Drink Dream" - 4:48
14. ヴルーム・ヴルーム - "VROOOM VROOOM" - 5:37
15. ヴルーム・ヴルーム：コーダ - "VROOOM VROOOM: Coda" - 3:00

## 参加ミュージシャン
- ロバート・フリップ - ギター、サウンドスケープ、メロトロン
- エイドリアン・ブリュー - ギター、ボーカル
- トニー・レヴィン - エレクトリックベース、アップライト・ベース、バッキング・ボーカル
- トレイ・ガン - チャップマン・スティック、バッキング・ボーカル
- ビル・ブルーフォード - ドラムス、パーカッション
- パット・マステロット - ドラムス、パーカッション